# Gruppo ABC
Il Gruppo ABC è un'organizzazione architettonica nata a Basilea, in Svizzera, nel 1924.
Fondata dall'architetto olandese Mart Stam col contributo di El Lissitzky , comprendeva architetti come Emil Roth, Hans Schmidt, Hannes Meyer ed Hans Wittwer. Costoro si dedicarono alla progettazione di edifici di spiccato carattere sociale, che seguivano princìpi scientifici.
Espressero il loro pensiero pubblicando un saggio nel 1924 nel quale si affermava che:
- il loro orientamento era decisamente verso un'architettura di tipo sachlich
- il loro era un approccio dualista, una sintesi fra elementi astratti e una costruzione funzionale
- era forte l'interesse per gli standard normativi
- erano aperti all'uso del cemento armato e al progetto Dom-Ino di lecorbusierana memoria[3]
- erano aperti all'uso della moderna tecnologia (leggera, o prefabbricata), soprattutto per motivi economici
- il loro programma era anti-monumentalista
- erano particolarmente attenti alla precisione dei calcoli e dall'impatto sociale delle opere
- volevano un'architettura anti-simbolista
- l'architettura deve porsi al servizio di molti, non di singoli individui ("la cooperazione domina il Mondo[senza fonte]")

Il progetto emblematico può essere considerato quello di Meyer e Wittwer per la Società delle Nazioni.